# 요다 유키
요다 유키(与田 祐希, 2000년 5월 5일 ~ )는 일본의 가수, 배우, 모델이다. 걸 그룹 노기자카46의 멤버이다.